# Peter von Boetticher
Peter von Bötticher (* um 1525 in Nordhausen; † 1585 in Halberstadt) war ein deutscher Jurist und Politiker. Er war von 1550 bis 1566 gräflich-hohnsteinscher Kanzler und Reformator in Nordhausen und von 1567 bis 1585 Fürstbischöflich Halberstädter Stiftskanzler des Herzogs Julius von Braunschweig-Wolfenbüttel.

## Leben und Wirken
Peter von Bötticher war der Sohn des Nordhäuser Ratsherrn Hermann Bötticher (1490–1561) und seiner Frau Elisabeth von Werther. Der Vater entstammte einer Nordhäuser Patrizierfamilie, die einem Zweig des Reichsministerialengeschlechts von Wechsungen angehörte und sich seit der Mitte des 15. Jahrhunderts Bötticher nannte, nachdem sich ein Heinrich Wechsung (ca. 1435–1474) mit einer Erbtochter der Bürgermeisterfamilie Bötticher aus Nordhausen verheiratet hatte. Die Mutter des Peter Bötticher war eine Tochter des Hermann von Werther, der einem patrizischen Zweig des Rittergeschlechts von Werthern entstammte.
Peter Bötticher bezog, nachdem er die Lateinschule seiner Vaterstadt besucht hatte, im Frühling des Jahres 1544 die Universität Leipzig und studierte Rechtswissenschaft. Im Herbst 1545 promovierte er an derselben Universität zum Doktor beider Rechte. Im Jahr 1548 war er wieder in seiner Heimatstadt Nordhausen und bewohnte dort ab 1549 das Werthersche Stammhaus an der Ostseite des Kornmarktes. Im Jahr 1550 erscheint er als Kanzler des Grafen Ernst V. von Hohnstein und 1557 als Kanzler des Grafen Volkmar Wolf von Hohnstein bis Ostern 1566. Während Michael Meyenburg als Bürgermeister der reichsfreien Stadt Nordhausen die dortige Reformation durchsetzte, war Peter Bötticher maßgeblich mit der Reformation in der anliegenden Grafschaft Hohnstein und im Kloster Walkenried betraut, leitete die Wahl zweier evangelischer Äbte dieses Klosters im Auftrag seines gräflichen Herrn und erwirkte deren Bestätigung vom Abt des Mutterklosters Altkampen. Wie Mayenburg war auch Bötticher mit dem Reformator Justus Jonas befreundet, der 1551 Pate und Namensgeber seines Sohnes Justus wurde.
Der um Ausgleich mit der Reformation bemühte Kaiser Maximilian  II. erhob ihn am 24. Oktober 1563 in Pressburg in den Reichsadelstand. Das Wappen vereint Elemente des v. Werther’schen Wappens mütterlicherseits und des Bötticher’schen Bürgermeisterwappens. So stammt der Windhund aus dem Wappen v. Werther, die aufstrebenden Pfeile aus dem Wappen der Bötticher.
Am Ende des Jahres 1567 wurde Peter von Bötticher vom Domkapitel zu Halberstadt als Domherr und Stifts-Kanzler berufen. Er nahm den Ruf an und siedelte nach Halberstadt über, wo er Ostern 1568 sein neues Amt antrat. Seine für die Reformation wichtige Stellung verdeutlicht auch, dass 1576 Herzog Julius von Braunschweig-Wolfenbüttel Namensgeber und Pate seines jüngsten Sohnes Julius wurde.
1577 verhandelte er mit Kurfürst August von Sachsen den Tauschvertrag, durch den die Lehenshoheit über Eisleben von Halberstadt an Kursachsen kam. Bötticher nahm zwischen 1550 und 1578 an Reichstagen und Sitzungen des Reichskammergerichts teilgenommen und vertrat in diversen Streitfragen kluge und mehrheitsfähige Rechtspositionen. Seine Rolle als Reformator ist wissenschaftlich nur zum Teil aufgearbeitet.
Ende des Jahres 1585 starb er in Halberstadt. Seine letzte Ruhestätte erhielt er in der dortigen St.-Martini-Kirche. Sein Grabmal ist nicht mehr vorhanden.
Verheiratet war er in erster Ehe mit Margarethe Ernst (1525–19. November 1565), Tochter des Nordhäuser Bürgers Jost Ernst (1508–1581), die ihm fünf Kinder (drei Söhne und zwei Töchter) schenkte. Im Jahr 1568 heiratete er Margarethe Mey, eine Tochter des Halberstädter Bürgermeisters Burchard Mey, die ihm zwei weitere Söhne und vier Töchter gebar. Seine Kinder machten als Patrizier, Ratsherren, Bürgermeister und reichsfreie Bürger vom Adelstitel zunächst keinen weiteren Gebrauch, führten aber das Wappen mit Windhund und aufstrebenden Pfeilen. Erst nach den Verwüstungen des Dreißigjährigen Krieges nahmen die in Ichstedt, Ringleben und Borxleben landgesessenen Bötticher der Stammlinie den Adelstitel in den Namen auf.
Peter Bötticher wurde durch seine Söhne Stammvater verschiedener Linien der Familie Boetticher.

## Kunstgeschichte
In Peter von Böttichers Nachlass befand sich ein Glas, das Justus Jonas am 25. Januar 1546 von Martin Luther auf dessen letzter Reise nach Eisleben in Halle (Saale) geschenkt erhalten und es 1551 an Peter Bötticher als Patengeschenk für dessen Sohn Justus weitergegeben hatte. Bei Tische hatte Luther seinem Freund Jonas folgenden Trunkspruch in diesem mitgebrachten Glase ausgebracht: „Dat vitrum vitro Jonae vitrum ipse Lutherus, Ut fragili vitro similem se noscat uterque.“ („Dem alten Dr. Jonas bringt Dr. Luther ein schön’ Glas, Das lehrt sie alle beide fein, daß sie zerbrechliche Gläser sein.“) Auf dieses Glas sind später der lateinische Vers und dessen deutsche Übersetzung mit den Bildnissen Luthers und Jonas’ gemalt, und der Fuß desselben ist in vergoldetes Silber eingefasst worden. Justus Bötticher gab es an seinen Sohn, den schwarzburgischen Amtsschösser Justus Bötticher zu Kelbra weiter, und von diesem gelangte es an den Archidiakon Reinhart zu Sondershausen, der dessen Tochter geheiratet hatte. Reinhart schenkte das Glas 1680 dem Herzog Rudolf August von Braunschweig-Wolfenbüttel. Es wird jetzt in der Bibliothek zu Wolfenbüttel aufbewahrt.